# Marwan I
Considerat sahaba, dat fiind faptul că l-a cunoscut pe profetul Muhammad, Marwan I (623-626-aprilie/mai 685) a fost al patrulea calif al Califatului Umayyad, domnind pentru mai puțin de un an, între 684-685. 

## Biografie
Fondator al dinastiei Marwanide, dinastie ce s-a menținut la putere pană în anul 750, acesta a servit mai întâi sub califul Uthman, vărul său, drept kātib (secretar) al acestuia, lăsându-și amprenta asupra revizuirii a ceea ce urma să devină textul canonic al Coranului. 
Ca și mână dreaptă a lui Uthman, acesta ia parte la o campanie militară în Africa de nord, cu a cărei pradă de război își va mări averea considerabil. De asemenea, el va servi drept guvernator sub Uthman în Persia. 
Marwan a fost unul dintre apărătorii reședinței lui Uthman din Medina în timpul asediului rebelilor egipteni din 656. Reședința este incendiată, iar Uthman este asasinat de către rebeli, eveniment ce va duce la declanșarea primului război civil musulman.  
Asasinarea lui Uthman îl face pe Marwan să îl ucidă pe Talha ibn Ubayad Allah în timpul Bătăliei Cămilei din 656, accesta considerându-l unul dintre vinovați. El își oferă loialitatea califului Ali, iar mai târziu va servi drept guvernator în Medina sub califul Mu'awiya I, fondatorul Califatului Umayyad.  

### Domnia drept calif
La moartea lui Mu'awiya în anul 680, orașele din Hejaz, inclusiv Mecca și Medina, au refuzat să îl recunoască pe succesorul acestuia, Yazid. 
Marwan, ca și lider al Banu Umayya în Hejaz, îl sfătuiește pe guvernatorul de atunci al Medinei, să își convingă supușii să îl recunoască pe Yazid drept suveran.
În 683, o forță militară la care se alătura și Marwan, este trimisă de către Yazid pentru a impune autoritatea Umayyada asupra Hejazului, însă aceasta este învinsă în bătălia de la al-Harra, armata retrăgându-se în Siria, iar liderul rebeliunii din Hejaz, Abd Allah ibn al-Zubayr confiscă proprietățile Banu Umayya și îl alungă pe Marwan și familia sa în Siria. 
Marwan rămâne în Siria la curtea lui Mu'awiya II până la moartea acestuia, în 684 și se autopropune drept succesor la summit-ul ținut în Jabiya. El este declarat calif în Damasc, reușind să obțină suportul marilor triburi și totodată să înfrângă rebeliunea triburilor Qaysi, loiale lui Ibn al-Zubayr. 
Până în martie, 685, Marwan își asigură dominația asupra Egiptului, asistat fiind de nobilimea tribală din Fustat, reușește să respingă expediția lui Zubayrid din Palestina și totodată, să cucerească Irakul.
Marwan și a modelat administrația pe modelul domniei lui Uthman, fundația puterii sale bazându-se pe familie, acesta oferind fiilor săi poziții-cheie în armată sa și asigurându-se ca unul dintre ei îl va urma drept calif. 
Marwanizii se stabilesc astfel drept dinastia principală a ținutului Umayyad.

### Moartea lui Marwan
Marwan moare în 685 după o domnie de aproximativ 6-10 luni.  
Data exactă a morții sale nu este clară, unele surse medievale plasând-o pe 11 aprilie, iar altele pe 13 aprilie sau chiar 7 mai. 
Surse musulmane susțin că acesta ar fi murit în Damasc. 
Marwan își numește fii drept succcesori, în urma recuceririi Egiptului, iar Abd al-Malik accede la califat în Damasc fără vreo opoziție aparentă.